# Dejan Lazić

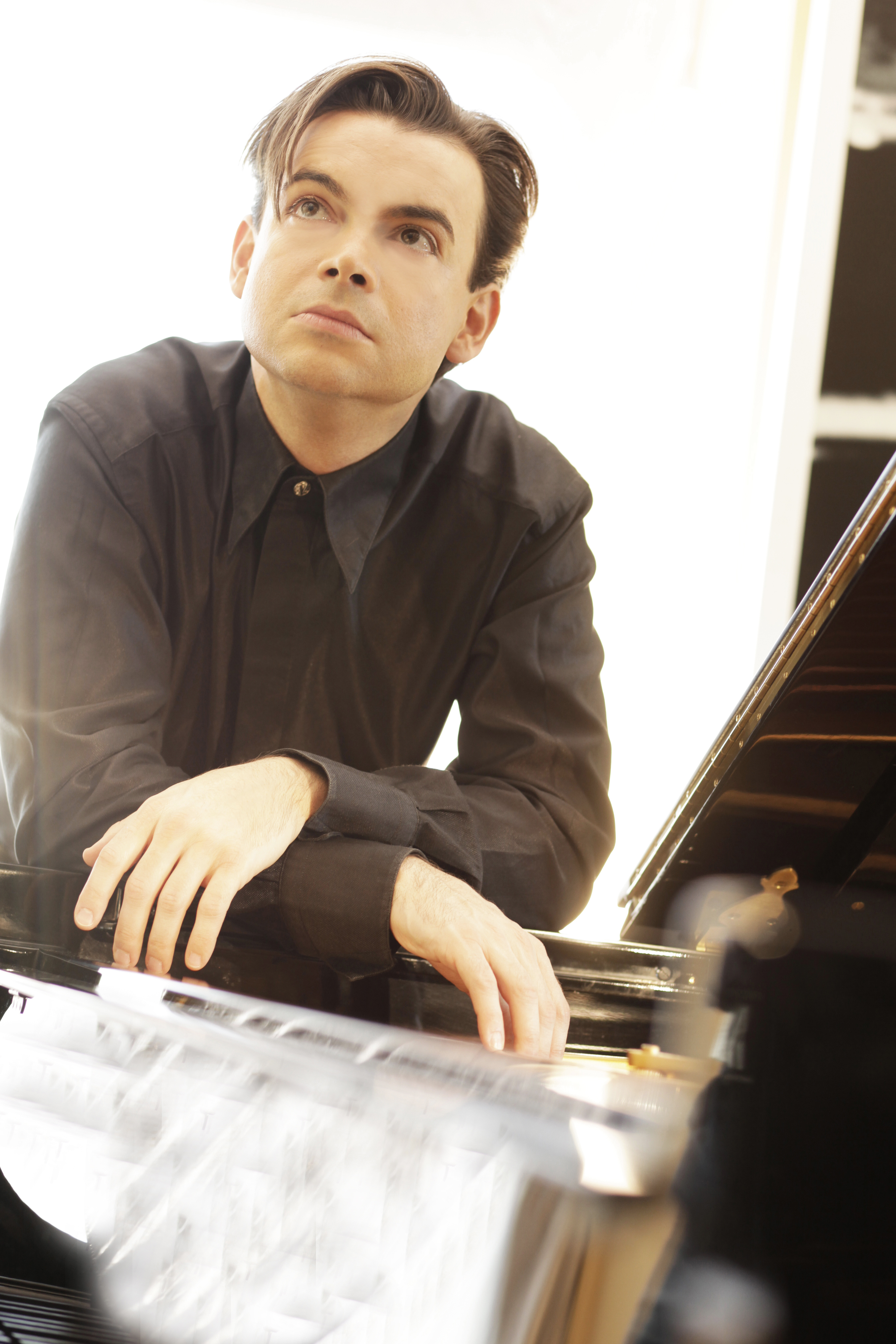
Dejan Lazić

Dejan Lazić (* 7. Februar 1977 in Zagreb, Jugoslawien) ist ein kroatischer Pianist und Komponist.

## Werdegang
Dejan Lazić wurde in eine Musikerfamilie geboren, wuchs in Salzburg auf und studierte dort am Mozarteum. Er interpretiert das klassische Klavierrepertoire und ist mit internationalen Orchestern wie den Bamberger Symphonikern, dem NDR Sinfonieorchester Hamburg, dem London Philharmonic Orchestra, dem City of Birmingham Symphony Orchestra, dem Nederlands Philharmonisch Orkest, dem Budapest Festival Orchestra, dem Swedish Radio Symphony Orchestra, dem Danish National Symphony Orchestra und dem Chicago Symphony Orchestra aufgetreten. Lazić spielte auch auf Tour in Nord- und Südamerika, Australien und in Asien, wo er unter anderem mit Rezitalen in New York (Lincoln Center), Buenos Aires (Teatro Colón), Sydney Opera House, Tokio (Suntory Hall) und in der Forbidden City Concert Hall in Peking auftrat. Im Sommer 2008 spielte er während der Olympiade in der Beijing Great Hall of People in einem im Fernsehen ausgestrahlten Galakonzert. Im Sommer 2011 debütierte er bei den BBC Proms in London. Neben seiner Solokarriere ist Lazić auch ein Kammermusiker.
Am 1. November 2014 wurde bekannt, dass Lazić mit Verweis auf ein in den USA juristisch nicht relevantes und von ihm inhaltlich falsch interpretiertes Urteil des Europäischen Gerichtshofes von der Washington Post verlangte, eine 2010 publizierte negative Konzertkritik zu löschen. Die Zeitung wies den beabsichtigten Eingriff in die journalistische Meinungsfreiheit zurück.

## Aufnahmen
Er nimmt auch CDs auf, darunter 3 CDs mit dem Titel „Liaisons“. Seine Live-Aufnahme von Rachmaninoffs 2. Klavierkonzert mit dem London Philharmonic Orchestra unter der Leitung von Kirill Petrenko wurde mit dem ECHO Klassik 2009 ausgezeichnet. In 2010 brachte er eine Aufnahme des Violinkonzerts von Brahms in eigener Bearbeitung für Klavier und Orchester heraus. Die Weltpremiere des Werkes fand in Atlanta, USA, mit dem Atlanta Symphony Orchestra statt. Seitdem hat Dejan Lazić mit dieser Bearbeitung bei den BBC Proms, im Concertgebouw Amsterdam, bei den Hamburger Ostertönen, beim Chopin Festival in Warschau sowie in Nord- und Südamerika und Japan konzertiert.

## Kompositionen
Dejan Lazićs Kompositionen umfassen Werke für Klavier, Kammer- und Orchestermusik sowie Kadenzen für Klavierkonzerte von Mozart, Haydn und Beethoven. Im Sommer 2014 debütierte er beim Aspen Music Festival in den USA, wo er als Solist und Komponist die Weltpremiere seines Klavierkonzerts im Istrischen Stil op. 18 unter der Leitung von Robert Spano aufführte.